# Котиргач (Ботошань)
Котиргач (рум. Cotârgaci) — село у повіті Ботошані в Румунії. Входить до складу комуни Рома.
Село розташоване на відстані 381 км на північ від Бухареста, 15 км на північний захід від Ботошань, 110 км на північний захід від Ясс.

## Населення
За даними перепису населення 2002 року у селі проживали 515 осіб, усі — румуни. Рідною мовою 514 осіб (99,8%) назвали румунську.